# 溴化钾
溴化钾，分子式：KBr。它是一种白色稍具潮解性的晶体或粉末。易溶於水，在乙醇中微溶。可以用作神经镇静剂。
标准状态下，溴化钾是一种白色结晶粉末。易溶于水。在稀溶液中，溴化钾显甜味，稍浓则显苦味，极浓时显咸味（主要是因为钾离子的存在；溴化钠在任何浓度下皆显咸味）。浓溴化钾溶液强烈刺激胃粘膜，引起恶心、呕吐（这也是任何可溶性钾盐的性质）。

## 化学性质
溴化钾是典型的离子化合物，溶于水后完全电离并呈中性。常用来提供溴离子——如下重要反应可生成用于照相术的溴化银：
KBr(aq) + AgNO3(aq) → AgBr(s) + KNO3(aq)
水溶液中的溴离子Br-可与部分金属卤化物生成配合物，如：
2 KBr(aq) + CuBr2(aq) → K2[CuBr4](aq)

## 制备
传统制法为铁溴法：先用过量溴单质与铁屑在水中作用生成十六水合八溴化三铁（Fe3Br8·16H2O），再同沸热的碳酸钾溶液作用，滤去四氧化三铁沉淀后浓缩结晶即得：
4 K2CO3 +  Fe3Br8 → 8 KBr + Fe3O4 + 4 CO2↑